# 王秉璋
王秉璋（1914年1月14日—2005年9月25日）河南安阳人，中国人民解放军中将。

## 生平

### 早年與從軍
1914年1月14日生于河南省安阳县一个农民家庭。不到6岁就开始上学。初中二年级时，因无钱交学费而辍学。1928年，进入一家铁货商店当学徒。1929年9月，考入冯玉祥西北军无线电学校报务班。1930年初，随冯玉祥部开入江西省。1931年10月，在学兵连担任副班长的王秉璋被调往第74旅旅部任旅长季振同的传令兵。第74旅是第26路军中实力最强的精锐部队，原为冯玉祥手枪旅，或称卫队旅。不仅训练有素，而且装备精良。该旅第1团的3个营每人装备一支手枪，一支花机关枪和一把马刀。这个旅驻在宁都县城，担任城防。1931年12月14日，参加宁都起义，随起义部队编入入中国工农红军。1932年，加入中国共产主义青年团。历任红五军团通信队队长，红一军团第一师司令部参谋、军团补充团团长、教导营副营长，红一军团司令部教育科代科长，红一军团第二师司令部参谋，1935年转入中国共产党。陕甘支队第五大队参谋，红一军团司令部作战科科长。随部队参加了长征。

### 抗戰與內戰期間
抗日战争时期，任八路军第一一五师司令部作战科科长，先后参加了平型关战斗、广阳伏击战、午城、井沟战斗等战役战斗。1938年4月，任八路军第一一五师司令部参谋处处长。1939年，随部队开入山东省，参与开辟山东抗日根据地。1939年3月1日，代师长陈光率师部及686团进入山东，北方局指示成立鲁西军政委员会，由陈光、王秉璋、黄励、张霖之、赵博、朱则民等七人组成。参加了陆房突围等战斗。陆房突围后，王秉璋和政治部副主任黄励率师直大部分人员组成 东进支队 开赴鲁南。1940年9月起，历任教导第三旅副旅长、1941年2月任代旅长，1942年12月任冀鲁豫军区第六军分区（湖西分区）司令员兼教导第四旅旅长、第十一军分区司令员兼教导第四旅旅长，冀鲁豫军区豫东指挥部司令员。在1943年7月“反碉堡战役”中，王秉璋所在的教四旅运用王秉璋发明的“交通壕近迫作业攻坚战术”，夺取了日伪据点130余个，伤亡仅100余人，取得了歼敌近万人的战果。
第二次国共内战时期，王秉璋历任冀鲁豫军区副司令员兼参谋长、司令员，1947年任晋冀鲁豫军区第十一纵队司令员、中国人民解放军第二野战军第十七军军长等职，率部参加鲁西南战役、沙土集战役、出击陇海路、豫东战役、淮海战役、渡江战役等战役战斗。
中华人民共和国成立后，1949年10月25日到1958年11月任中国人民解放军空军参谋长，1953年2月到1971年10月任空军第一副司令员。他参与了空军领导机关的组建工作，协助空军司令员刘亚楼等人抓空军部队飞行训练及机关建设，并且主管空军的装备订货工作。1951年7月，随中国人民解放军总参谋长徐向前到苏联商谈空军装备订货，为了改订米格-15歼击机而和苏联方面争执，最终争取到全部改订米格-15歼击机。1953年3月，随周恩来所率的中国代表团到苏联莫斯科参加了斯大林的葬礼，随后留在苏联同苏方谈判空军装备订货事宜，争取到苏方同意中方购买飞机673架以及发动机、军械等武器装备。
1955年，王秉璋被授予中将军衔，获二级八一勋章、一级独立自由勋章、一级解放勋章。是第一、二、三届国防委员会委员，中国共产党第九届中央委员会委员。是第三、四届全国人大代表。
1960年3月8日，王秉璋出任国防部第五研究院党委书记、第一副院长，钱学森任副院长。他们顶住了苏联撤走技术专家的压力，1960年11月成功发射中国第一枚导弹——“东风一号”短程弹道导弹。此后，“东风二号”至“东风五号”陆续发射，并陆续成功研制多种型号的地空导弹和海航导弹。1962年6月，王秉璋由第一副院长升任院长。1964年12月到1967年7月，任中华人民共和国第七机械工业部部长。

### 文革期間被關押
1968年10月，王秉璋任国防科委党委书记、第一副主任。上任后在中国西北指挥了中国第10次核试验。1970年4月，以“东风四号”作为基础的“长征一号”运载火箭，成功发射了中国首颗人造地球卫星“东方红一号”。
吴法宪在回忆录中称，文革中毛泽东曾命王秉璋监视居住在北京西山的徐向前、聂荣臻、叶剑英等元帅的言行，王秉璋通过空军司令员至少递交过两次书面报告，均说老帅们在受批判后接受了教训，对“文化大革命”的态度都有所转变。毛泽东看了报告后，曾批转给林彪、周恩来及中央文革的人传阅。吴法宪认为，“王秉璋实际上是做了一件好事，他这两个报告实际上起到了保护几位老帅的作用。”
恽仁祥在回忆录中称，1968年1月，国防科委系统“学习毛主席著作积极分子代表大会”（以下简称“学代会”）召开，代表资格的核心内容是“拥护以聂副主席为核心的国防科委党委常委的正确领导。”当时国防科委机关至少60%以上人员反对这条标准，“炮轰聂荣臻”、“打倒王秉璋，解放七机部” 的大标语在国防科委机关随处可见。当时原第七机械工业部（七机部）部长王秉璋是聂荣臻的得力助手。问题反映到中共中央和毛泽东、林彪处，中央开会时要求周恩来帮国防科委、国防工办解决该问题。1968年4月20日，周恩来代表中共中央到国防科委机关处理“学代会”问题，发表了4·20讲话，在讲话中透露，1968年3月底杨、余、傅事件发生后，聂荣臻给毛泽东、林彪写了一封信，也抄给周恩来，毛泽东加了批语；1968年4月16日，聂荣臻又写了一份检讨书交给周恩来。周恩来讲话后不久，李敏和国防科委八局部分人员贴出“炮轰聂荣臻”的大字报，随后成立“卫东革命造反派”群众组织，获周恩来支持，毛泽东也说：“炮轰是客气的。”由此国防科委机关文革史上才首次出现部分造反派“炮轰聂荣臻”。以后又传达了毛泽东对“聂核心”的批评：“核心是在斗争中自然形成的，不是自封的。”国防科委系统由此开始批判聂荣臻的“多中心，即无中心论”。1969年1月，中央为解决国防科委的问题而举办中央国防科研系统学习班（称“中央学习班”），中央将上述聂荣臻的检讨书发给中央学习班每人一份，掀起了批“聂氏山头”的高潮。聂荣臻在此背景下退出一线，由其手下王秉璋任国防科委第一副主任并主持国防科委工作，并调梁军任国防科委参谋长；但同时也撤销了中央派驻国防科委的工宣队，国防科委仍回到聂荣臻的控制下。王秉璋上台后，在聂荣臻支持下，举办了国防尖端科技展览会，并大抓“国防口五·一六”。其中，国防尖端科技展览会展出了最新国防科研成果及绝密文件资料，1970年7月23日，国防科委组织上万人夹道欢迎林彪等人参观展览会。1971年9月13日九一三事件中，林彪手下的周宇驰、于新野、李伟信乘坐直升机外逃被迫降，在直升机上查出林彪从该展览会获得的大批绝密文件和资料。1969年9月，聂荣臻奉林副主席指示第一号令，以战备疏散的名义将国防科委机关迁离北京，1970年初开始，在国防科研系统大抓“反林副统帅、反林副统帅最亲密的战友聂副主席的‘国防口五·一六’”，重点在国防科委机关，以曾参加中央学习班“炮轰聂荣臻”的人员如李敏等人为清查重点。
1971年九一三事件后，周恩来代表中共中央亲自处理国防科委的问题，查出聂荣臻要抓的“国防口五·一六”黑名单，名单中包括李敏及和她共同署名贴出“炮轰聂荣臻”大字报的国防科委八局其他人员，认定“国防口五·一六”是聂荣臻制造的假案，决定对此案彻底平反。同时，周恩来代表中央宣布对王秉璋、梁军隔离审查，此后又将罗舜初、刘华清、蔡顺礼三位支持聂荣臻的国防科委党委常委调出国防科委；中央对国防科委“掺沙子”，任命陶鲁笳为国防科委主任兼党委书记，陈彬、李光军、马捷、钱学森、朱光亚为副主任兼国防科委党委常委委员，此前被聂荣臻排挤走的朱卿云调回国防科委仍任政治部主任兼常委委员。中央明确告诫聂荣臻不得插手国防科委事务。
1971年10月王秉璋被隔离审查，关在北京的亚非学生疗养院。1978年5月被关进秦城监狱。据王秉璋之女说，专案组反复审查了两件事：一是“泄露国家机密”，因在周宇驰等人乘坐的直升机上查出了国防科委的绝密文件，当年林立果、周宇驰曾打着林彪名义找王秉璋说林彪写文章需参阅国外科技资料，王秉璋同意提供，文件资料内容是自国外翻译的科技动态及科研成果；二是“外汇”问题，因林彪身体不好，拥有外汇额度的国防科委为林彪批过外汇用来购买运动保健器材，其中一笔由王秉璋签字。1981年7月，王秉璋被从秦城监狱释放回家。不久，中国人民解放军总政治部副主任甘渭汉代表主任韦国清向王秉璋传达了组织的意见：“你的问题已核查清楚。……不属于参与林彪反革命阴谋活动的范畴；你有病，要尽快到三〇一医院查体治病，准备接受新的工作。……”但后来，王秉璋仍被认定为在“文化大革命”中参与林彪反革命集团阴谋活动犯有罪行。

### 改革開放後恢復
1982年1月，中国人民解放军总政治部保卫部向中国人民解放军军事检察院提请对王秉璋“免予起诉”的建议，认为王秉璋虽犯有“泄露国家重要机密罪”、“玩忽职守罪”，但属于“情节较轻”，可不起诉。1982年，中国人民解放军军事检察院决定对其免予起诉，退出现役。此后王秉璋多次上书申诉，要求复查，但无一获得回复。

### 晚年
2005年9月25日，王秉璋在北京病逝，享年91岁。其子女就其后事处理向有关单位提出了书面意见，要求以组织的名义办理告别仪式，在有关报纸上刊登逝世消息，还其老红军、老党员和合法公民的身份，并希望在办理后事后尽早作出实事求是的政治结论，但有关单位通知家属要求不以组织名义开追悼会、不准穿军装、不登报、不发表生平，双方为此长期僵持。2017年5月31日，在中国人民解放军总医院西院告别厅举行了王秉璋同志遗体告别仪式，遗体上覆盖着中国共产党党旗，遗体告别仪式中王秉璋的单位是“军委装备发展部北京第二干休所”，身份为“原总装备部北京第二干休所老红军、第三党支部党员干部”。毛泽东侄子毛远新，林彪之女林豆豆，罗荣桓之子罗东进、女罗北捷，以及戚发轫、孙家栋等人为遗体告别仪式送来了署名挽联和花圈。

## 家人
妻子史导